# Geai de Cayenne
Cyanocorax cayanus
Espèce
Statut de conservation UICN

 LC  : Préoccupation mineure
Le Geai de Cayenne (Cyanocorax cayanus) est une espèce de passereaux de la famille des Corvidae.
Il peuple le plateau des Guyanes. Ses habitats naturels sont des forêts subtropicales ou tropicales humides de basse altitude, des zones arbustives subtropicales ou tropicales sèches et des forêts anciennes fortement dégradées.